# Aloe vanbalenii
Aloe vanbalenii ist eine Pflanzenart der Gattung der Aloen (Aloe) in der Unterfamilie der Affodillgewächse (Asphodeloideae). Das Artepitheton vanbalenii ehrt den Gartenbauer und früheren Direktor der Parks von Johannesburg Jan C. van Balen (1894–1956), der die Art entdeckte.

## Beschreibung

### Vegetative Merkmale
Aloe vanbalenii wächst stammlos oder kurz stammbildend, verzweigt und bildet dichte Gruppen. Der Stamm erreicht eine Länge von bis zu 30 Zentimeter. Die  25 bis 35, lanzettlich verschmälerten, stark zurückgebogenen Laubblätter bilden eine dichte Rosette. Ihre grüne bis kupferrote, in der Regel deutlich linierte Blattspreite ist 70 bis 80 Zentimeter lang und 12 bis 25 Zentimeter breit. Die stechenden, rötlichen, breit deltoiden Zähne am ziemlich hornigen, rötlichen bis rötlich braunen Blattrand sind etwa 3 bis 5 Millimeter lang und stehen 10 bis 15 Millimeter voneinander entfernt.

### Blütenstände und Blüten
Der Blütenstand weist zwei bis drei Zweige auf und ist etwa 100 Zentimeter lang. Die ziemlich dichten, konischen Trauben sind 25 bis 30 Zentimeter lang und 8 bis 10 Zentimeter breit. Die eiförmig-spitzen Brakteen weisen eine Länge von 15 Millimeter auf und sind 7 Millimeter breit. Die in der Regel rostgelben, gelegentlich trübroten Blüten stehen an bis zu 20 Millimeter langen Blütenstielen. Die Blüten sind etwa 35 Millimeter lang und an ihrer Basis kurz verschmälert. Auf Höhe des Fruchtknotens weisen sie einen Durchmesser von 7 Millimeter auf. Darüber sind sie nicht verengt und schließlich zur Mündung leicht erweitert. Ihre äußeren Perigonblätter sind nicht miteinander verwachsen. Die Staubblätter und der Griffel ragen 10 bis 12 Millimeter aus der Blüte heraus.

## Systematik und Verbreitung
Die Erstbeschreibung durch Neville Stuart Pillans wurde 1934 veröffentlicht.
Aloe vanbalenii ist in der südafrikanischen Provinz KwaZulu-Natal und im angrenzenden Eswatini in den Lebombobergen auf Felsvorkommen in flachen Böden im Bushveld in Höhen von 300 bis 600 Metern verbreitet.

## Nachweise